# Allothrips nubillicauda
Allothrips nubillicauda är en insektsart som beskrevs av Watson 1935. Allothrips nubillicauda ingår i släktet Allothrips och familjen rörtripsar. Inga underarter finns listade i Catalogue of Life.